# Naftule’s Dream
Naftule’s Dream ist eine 1995 gegründete US-amerikanische Klezmerband, die von Boston aus operiert. „Mit ihrer packenden Kombination von elektrisierenden Jazzrock-Improvisationen und traditionellem Klezmer“ leistete sie Wolf Kampmann zufolge „einen wesentlichen Beitrag zur Assimilation der Klezmer Music im Repertoire des Jazz.“
Die nach dem einflussreichen Klezmerpionier Naftule Brandwein benannte Gruppe ging 1995 aus dem Shirim Klezmer Orchestra hervor, das in derselben personellen Besetzung parallel fortexistiert und sich dem traditionellen Klezmer widmet. Neben dem Klarinettisten Glenn Dickson (der ein Schüler von Joe Maneri ist) besteht die Band aus dem Posaunisten David Harris, dem Keyboarder Michael McLaughlin, dem Gitarristen Pete Fitzpatrick, dem Tubisten James Grey und dem Schlagzeuger Eric Rosenthal. Naftule’s Dream sorgte zunächst mit Auftritten in der Knitting Factory in New York und auf dem internationalen Ashkenaz Festival der Neuen jüdischen Kultur in Toronto für Aufsehen; sie ist auch auf dem JazzFest Berlin und dem Jazz Summit in Graz aufgetreten. Ihre Alben Search for the Golden Dreydl (Tzadik 1996), Smash, Clap (1997) und Job (2001) gehören Kampmann zufolge „zu den Klassikern der New-Klezmer-Bewegung.“ Es folgte dann das Album Live in Florence (Innova 2002).

## Lexigraphischer Eintrag
- Wolf Kampmann (Hrsg.), unter Mitarbeit von Ekkehard Jost: Reclams Jazzlexikon. Reclam, Stuttgart 2003, ISBN 3-15-010528-5.